# Малик Муаз
Ма́лик Муа́з аль-Хавса́ви (араб. مالك معاذ الحوسوي‎), также называемый Мали́к Маа́з (10 августа 1981, Джидда, Саудовская Аравия) — саудовский футболист, нападающий. Выступал в сборной Саудовской Аравии, участник чемпионата мира 2006 года.

## Ранние годы
Малик родился 10 августа 1981 года в Джидде, когда был подростком, его семья переехала в Медину, где он и начал заниматься футболом.

## Карьера

### Клубная
Воспитанник футбольной школы клуба «Аль-Ансар» из Медины, в котором начал и профессиональную карьеру в 2000 году, причём, первоначально играл на позиции полузащитника. В конце 2003 года перешёл в «Аль-Ахли» из родной Джидды, клубу его трансфер обошёлся в 700.000 $, именно в «Аль-Ахли» Малик стал играть на позиции нападающего. В «Аль-Ахли» играет по сей день, став вместе с командой обладателем Кубка наследного принца Саудовской Аравии и Кубка принца Фейсала в 2007 году, в том же году был признан Федерацией футбола Саудовской Аравии лучшим игроком сезона 2006/07.

### В сборной
В составе главной национальной сборной Саудовской Аравии выступает с 2006 года. Участник чемпионата мира 2006 года, на котором сыграл во всех 3-х матчах команды, однако, голов забить так и не смог. В 2007 году дошёл вместе с командой до финала Кубка Азии, в котором, однако, саудовцы уступили сборной Ирака со счётом 0:1.

## Достижения

### Командные
Финалист Кубка Азии: (1)
- 2007

Обладатель Кубка наследного принца Саудовской Аравии: (1)
- 2006/07

Обладатель Кубка принца Фейсала: (1)
- 2006/07

### Личные
Лучший футболист сезона по версии ФФСА: (1)
- 2007